# Elizabeth Castle

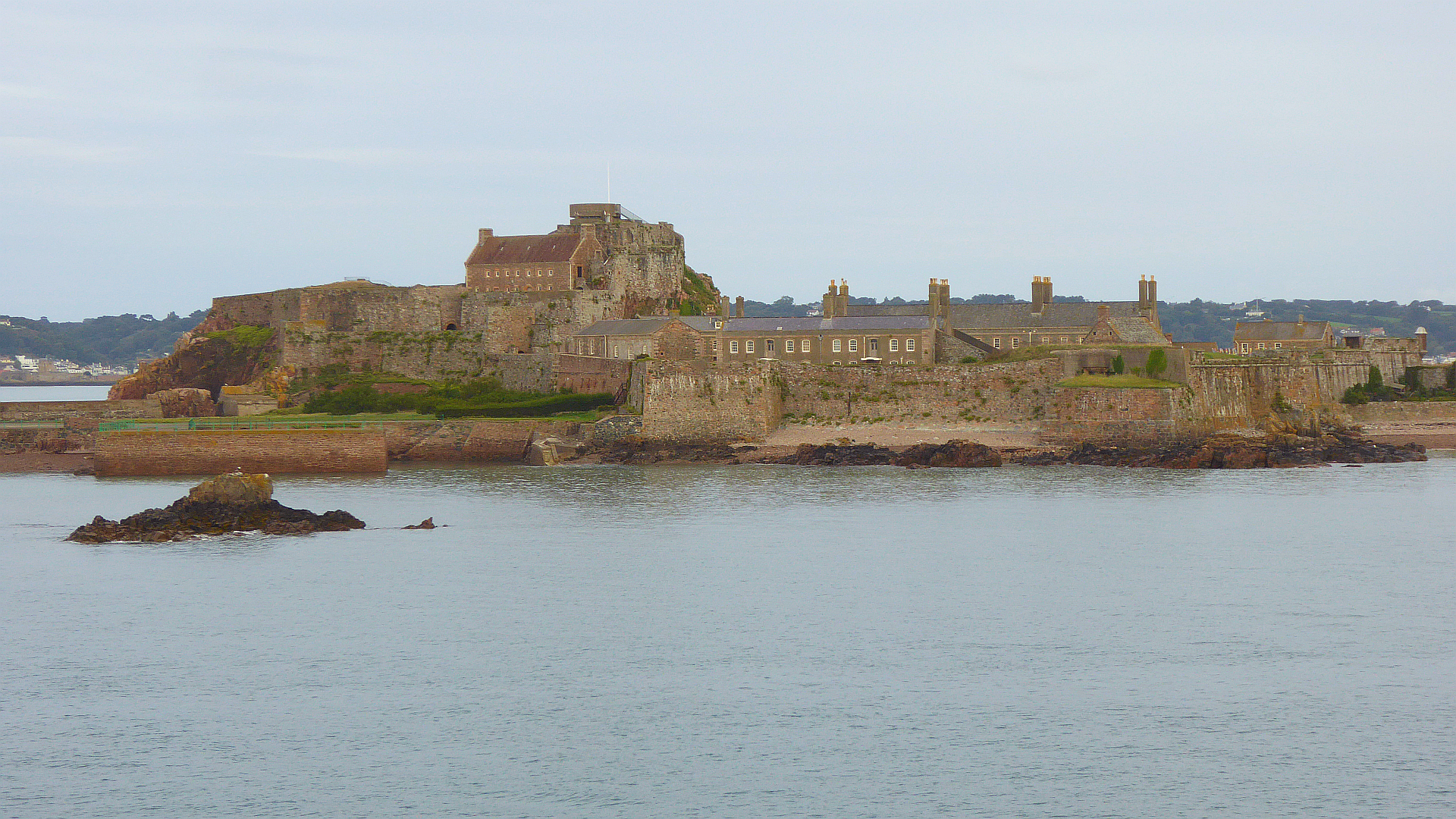
"Elizabeth Castle Island" från väst med längden av slottets ensemble

Elizabeth Castle är en ö med slott i kronbesittningen Jersey. Den ligger i den södra delen av Jersey. Arean är 0,11 kvadratkilometer.
Ön ligger utanför huvudstaden Saint Helier.